# 马斯达尔城
马斯达尔城（阿拉伯语：‎，意为“資源、來源、本源”。英文：Masdar City）是位于阿拉伯联合酋长国阿布扎比附近的一座规划新城。由英国福斯特建筑事务所总体设计。这座新城将完全依靠太阳能等可再生能源。城市交通全部采用电动汽车。该城预计将是全球首个完全由可再生能源提供动力的“零碳排”和“零废弃”還有「零輻射」的城市。預計在2016年完工，但因金融海嘯，現已延期至2025年完工。
国际可再生能源机构总部将设立在马斯达尔市。该城市被设计成一个清洁技术公司的枢纽。它的第一个租客是马斯达尔科学和技术学院，自从它在2010年9月搬进校园，已经在城市经营运行。 作为一个整体的城市原本打算于2016年完成，但由于全球经济危机该日期已经被向后推至2020年和2025年之间。由于最初的实施过程中发现的限制，城市现在的目标是低碳。

## 图片

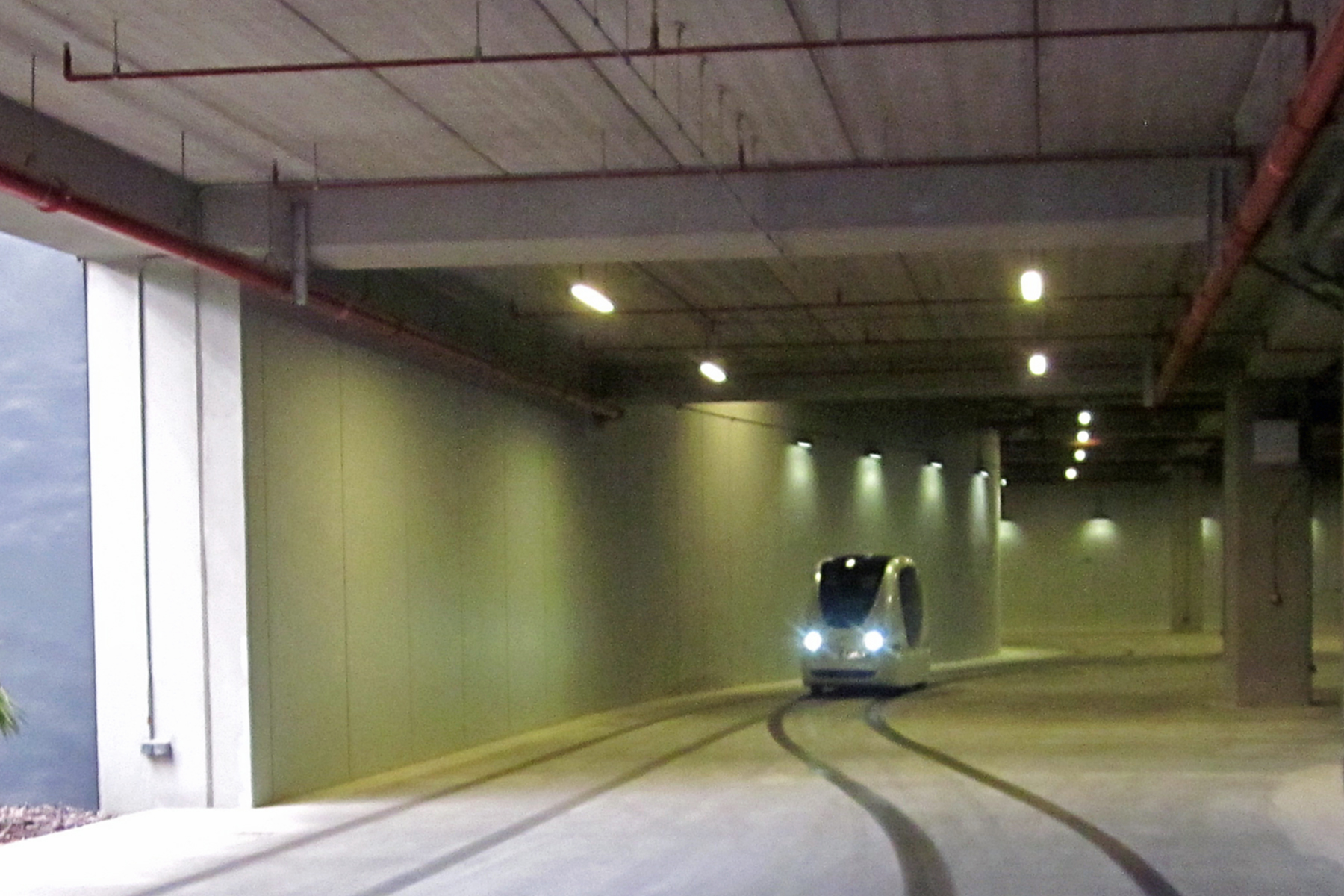
个人快速公交系统 (PRT)
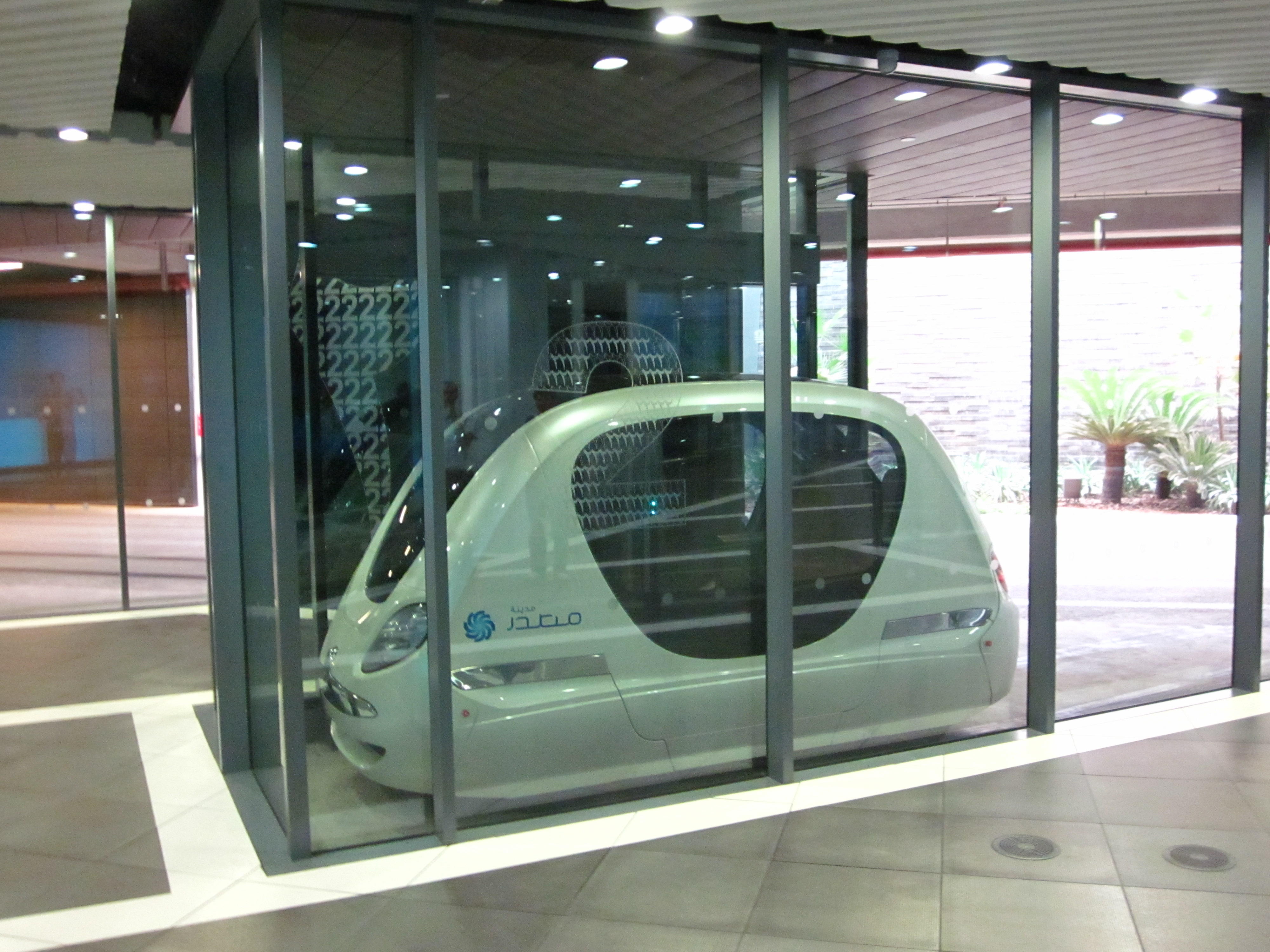
在个人快速公交系统 （PRT）车站的Podcar车辆
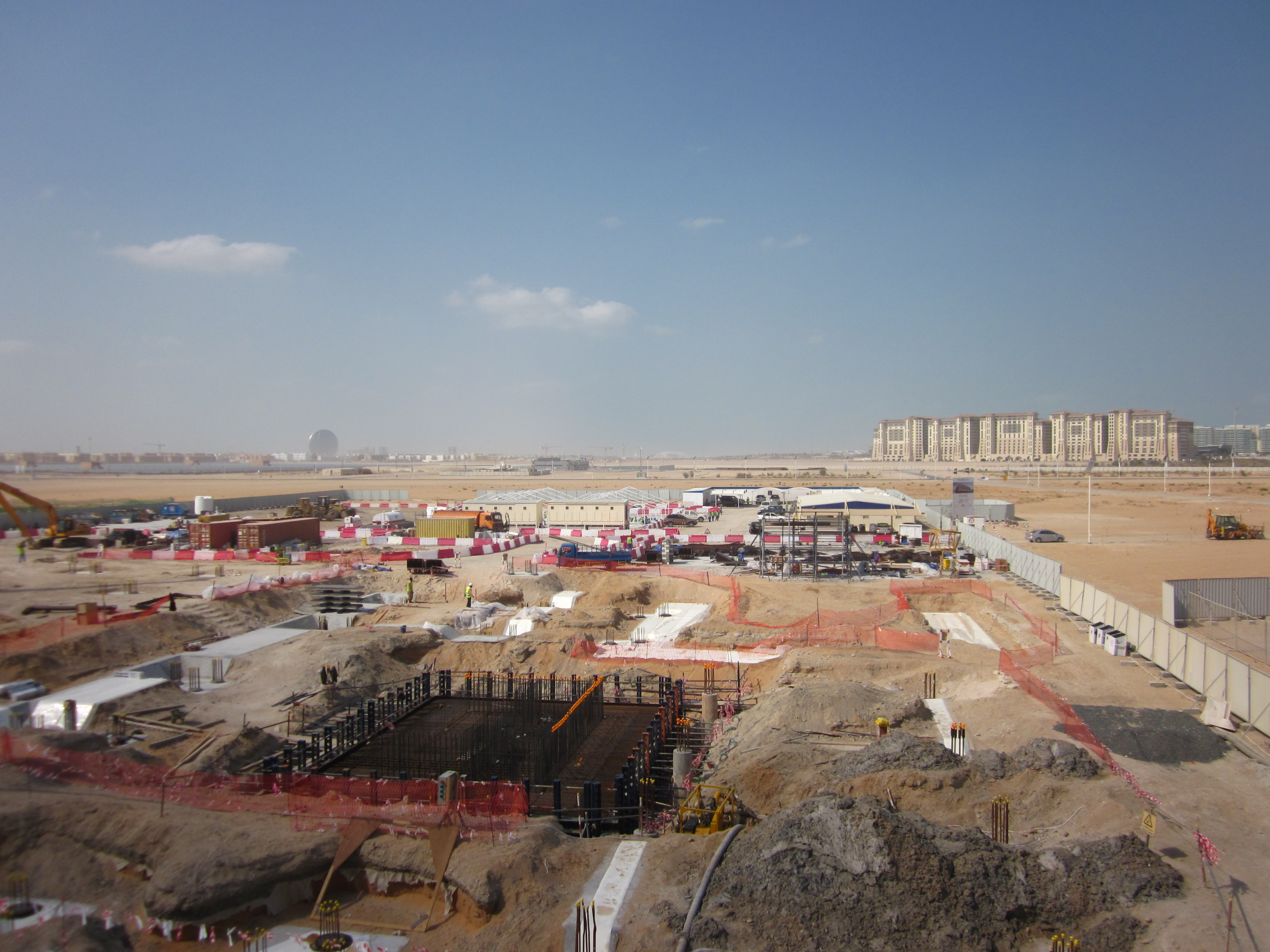
城區工地
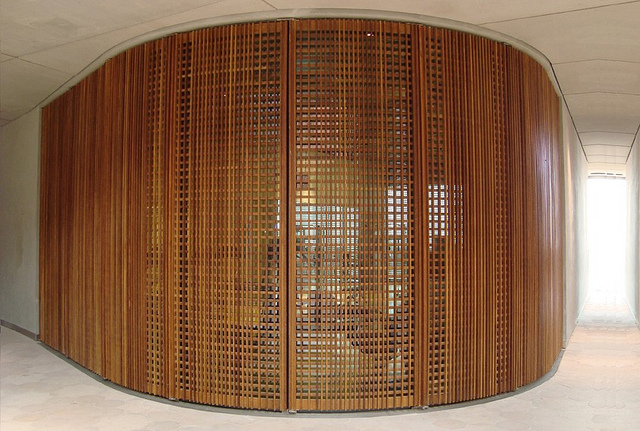
自動氣流調節窗配於全市